# Rengasdengklok
Rengasdengklok est un district (Kecamatan) de la régence (Kabupaten) de Karawang, dans la province de Java Occidental, en Indonésie, ayant en 2005 une population de 201 700 habitants.

## Géographie
Rengasdengklok se situe au nord de la ville de Karawang et à une cinquantaine de kilomètres à l'est de la capitale indonésienne Jakarta. C'est un district fortement urbanisé et touristique au contraire de ses voisins. Il a une frontière naturelle à l'ouest, le fleuve Citarum.
Les Kecamatans limitrophes sont:
- au nord: Jayakerta
- à l'est: Kutawaluya
- au sud-est: Rawamerta
- au sud: Ouest Karawang
- à l'ouest: Pebayuran (Bekasi)

## Monuments
On trouve dans la ville une sculpture, Alun Alun Rengasdengklok, qui représente trois mains levées; une a le poing fermé, une autre est en train de s'ouvrir et la dernière est ouverte. À sa gauche se trouve le monument Kebulatan Tekad. Au nord de celui-ci, il y a le Museum Pengasingan Soekarno (le musée de l'exil de Soekarno). Dans le centre-ville, il y a la Maison de Sena Maulana (Rumah Sena Maulana).

## L'incident de Rengasdengklok
L'incident de Rengasdengklok s'est déroulé le 16 août 1945 à 4h30 du matin. C'est un enlèvement organisé par un certain nombre de jeunes hommes de l'association "Menteng 31" contre Soekarno et Hatta. Ces deux hommes furent emmenés dans le district de Rengasdengklok pour qu'ils accélèrent la proclamation de l'indépendance de la république d'Indonésie.

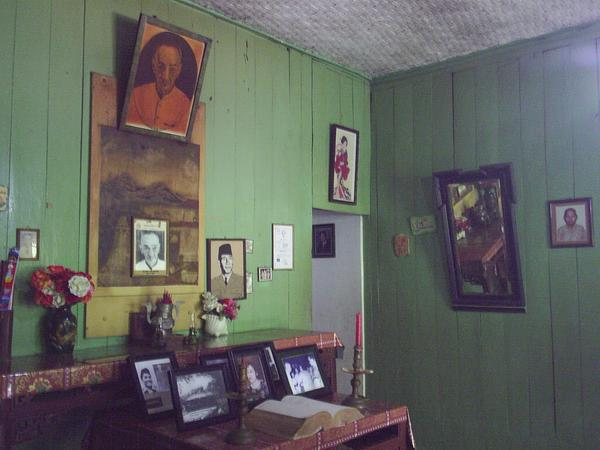
L'intérieur de la Maison où Soekarno fut enlevé à Rengasdengklok
Soekarno en tant que président de la nouvelle république d'Indonésie.

## Articles et liens connexes
- (id) L'incident de Rengasdengklok (id)
- (id) 16 Agustus 1945 - Film Pendek di Televisi Nasional menjelang 17 Agustus 2008
- (id) Sekitar Proklamasi 3